# Маккенна, Вирджиния
Дама Вирджиния Энн Маккенна (англ. Virginia Anne McKenna, род. 7 июня 1931) — британская актриса.
Родилась в зажиточном лондонском квартале Марилебон, а образование получила в школе-интернате в Западном Сассексе. После шести лет жизни в Южной Африке, она вернулась в Лондон, где обучалась в Центральной школе речи и драмы. Её профессиональный дебют состоялся на Вест-Энде в начале 1950-х, а в 1952 году стартовала её карьера в кино. Дальнейшие годы своей карьеры Маккена была активна как в кино, так и в театре, играя с труппой прославленного Олд Вика. В 1957 году за роль в драме «Город, похожий на Элис» актриса стала обладательницей премии «BAFTA», после чего ещё дважды выдвигалась на эту премию за роли в драме «И с гордостью её пишите имя» (1958) и телесериале «Оттенки зелёного» (1976).
Наибольшую популярность актрисе принесла роль Джой Адамсон в драме Джеймса Хилла «Рождённая свободной», за которую она была номинирована на «Золотой глобус». В 1979 году Маккена стала обладательницей театральной премии Лоренса Оливье за свою роль в мюзикле «Король и я» с Юлом Бриннером в главной роли. В последующие годы актриса много работала на телевидении, где у неё были роли в сериалах «Лавджой», «Кавана» и «Мисс Марпл Агаты Кристи», а также в ряде телефильмов.
В 1953 году на съёмках фильма «Жестокое море» Маккена познакомилась с актёром Денхолмом Эллиоттом, за которого год спустя вышла замуж. Их брак продлился всего пару месяцев и распался из-за бисексуальности Эллиотта. Её вторым супругом был актёр Билл Треверс, от которого она родила четверых детей. Их брак продлился с 1957 года до смерти Треверса в 1994 году. На протяжении многих лет жизни Маккена выступает активной защитницей дикой природы, за что в 2004 году была удостоена ордена Британской империи степени офицера (OBE) и повышена до степени Дамы-командора (DBE) в 2023 году. В 2009 году в свет вышла автобиография актрисы «The Life in My Years».

## Награды
- BAFTA 1957 — «Лучшая британская актриса» («Город, похожий на Элис»)